# Compresa (menstruació)

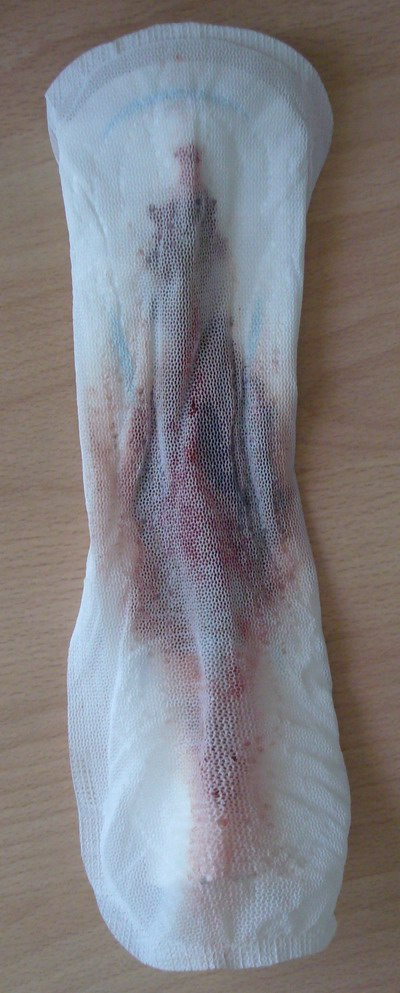
Una compresa amb regla

Una compresa o compresa higiènica, en la higiene femenina, és un tros de teixit absorbent que es col·loca sobre les calces, posicionant-la just a l'entrecuix, dessota de la vagina, i que serveix per a recollir el flux hemàtic de la vagina i així evitar que es taqui la roba. Les compreses s'utilitzen en diverses situacions, com ara durant la menstruació, en casos d'hemorragia per deprivació, en el període postpart, després d'un avortament espontani o induït, i durant la recuperació d'una cirurgia ginecològica, entre d'altres.

## Abans de la compresa i invent de la compresa

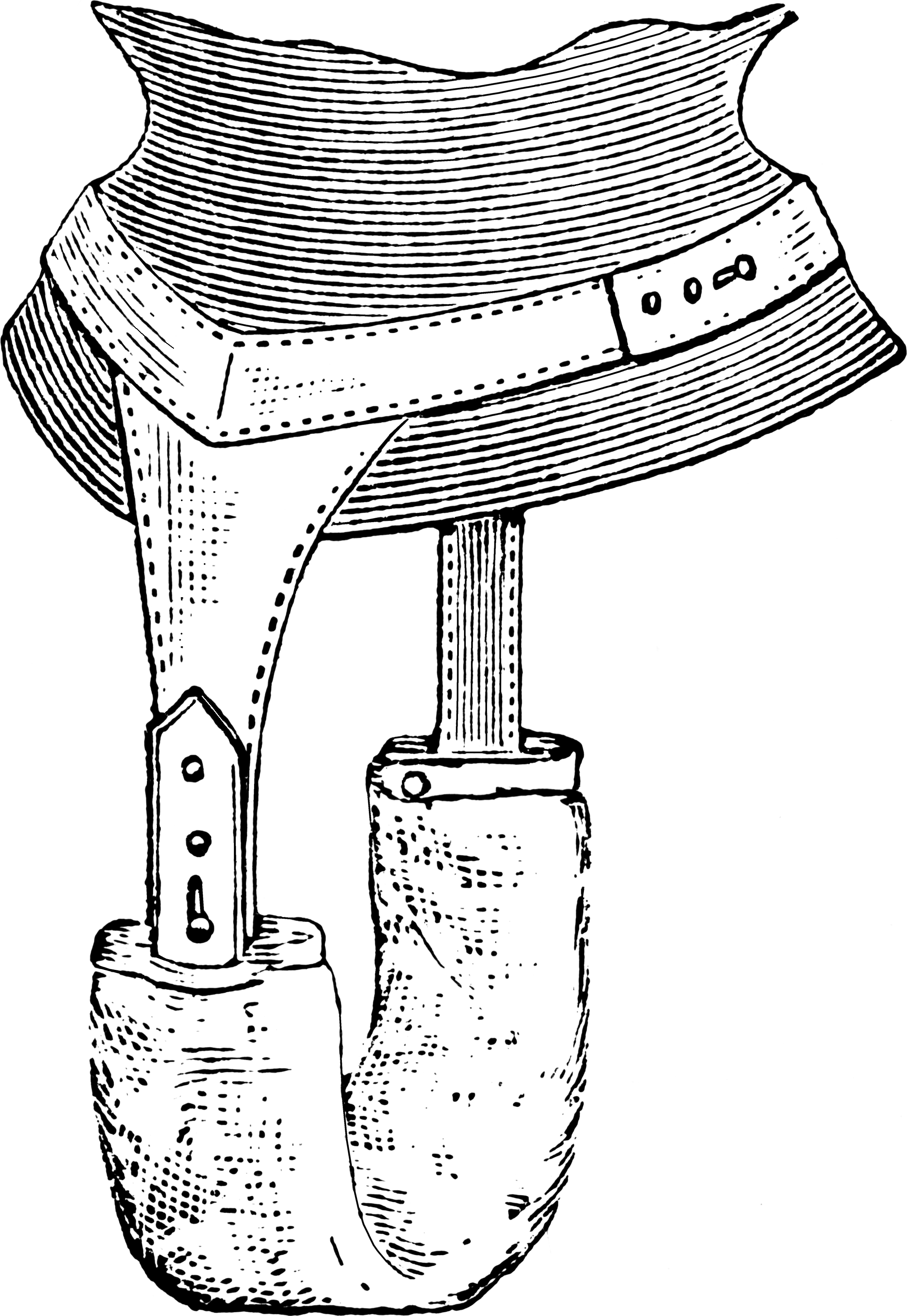
Anunci del 1905 per un 'cinturó periòdic Fournir' (Ceinture périodique Fournier) a la revista parisenca Les Dessous Élégants.

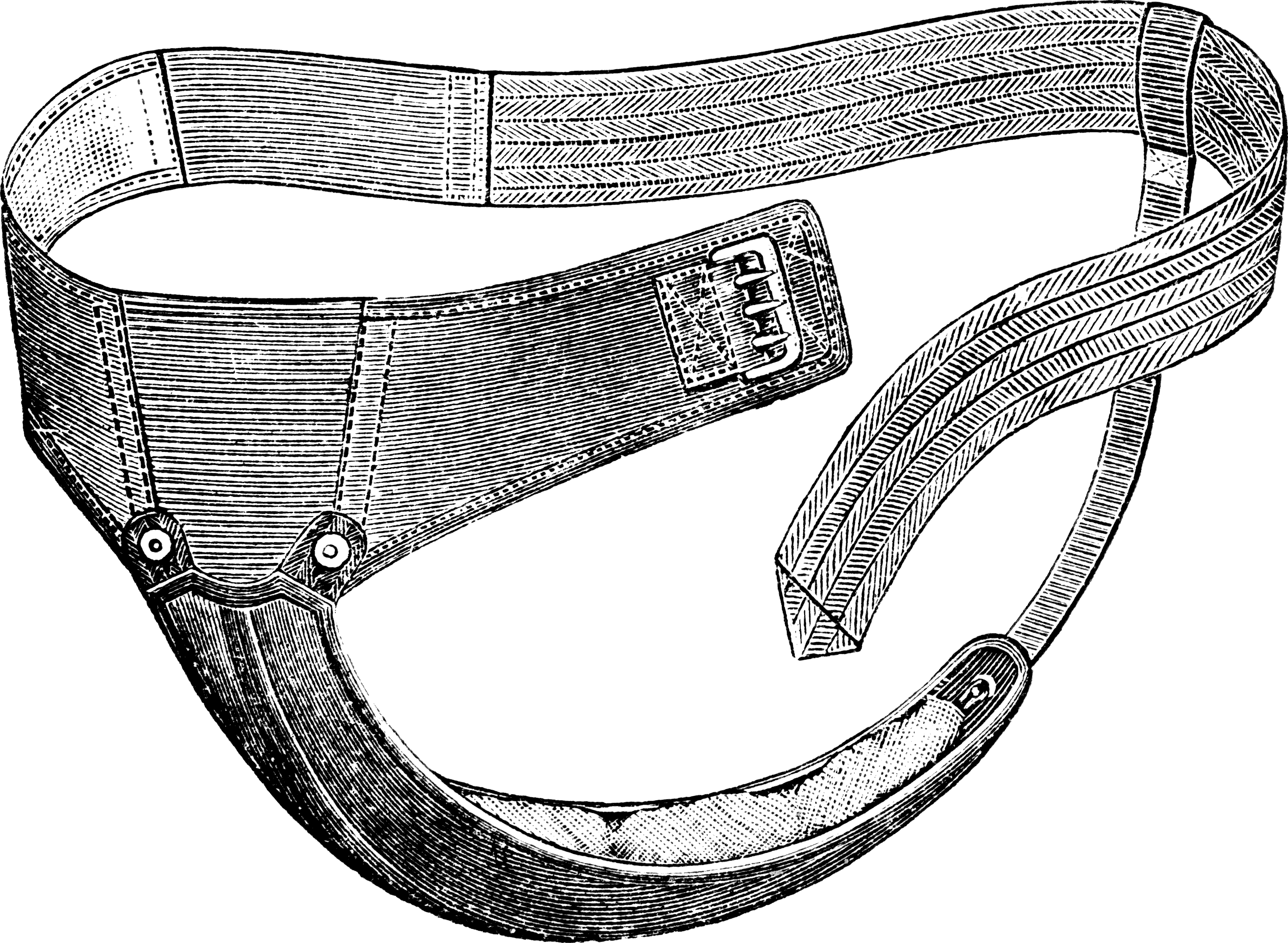
Anunci de 'cinturó higiènic' del 1911 al catàleg de l'empresa alemanya de Wilhelm Julius Teufel.

Antigament les dones sovint usaven draps fins de roba blanca, doblegada, o altres materials absorbents, que es posaven a les calces. Els draps o altres materials es canviaven sovint i, en el cas de materials reutilitzables, es rentaven per a reutilitzar-los. En alguns països en vies de desenvolupament o entre els sectors més pobres, les dones continuen usant aquest mètode antic. Algunes persones, també a països desenvolupats, ho han reprès en format modern, per motius d'ecologisme, salut i economia (vegeu més avall).

### L'invent de les compreses d'un sol ús
Pels volts dels anys 80 i 90 del segle xix, entre Alemanya, França, el Regne Unit i els Estats Units, es va idear i començar a comercialitzar la compresa (gruixuda) d'un sol ús, que s'aguantava al seu lloc per mitjà d'una estructura que incloïa un cinturó.

## Les compreses convencionals
Actualment (pels volts del 2014), les compreses convencionals - les més usades al món occidental i als 'països desenvolupats' - solen ser de cel·lulosa, amb fibra de viscosa (raió), polímers procedents del petroli (com ara polietilè o polipropilè) i additius químics, amb una capa de plàstic a l'exterior perquè el fluix menstrual no traspassi, i d'un sol ús. La capa de plàstic fa que no siguin transpirables ni gaire biodegradables, i també pot comportar incomoditat, irritació o picor.
Les dues marques principals que es comercialitzen als Països Catalans (Evax i Ausonia) són d'una empresa d'origen catalana (ara catalana al 50% i l'altre 50% de Proctor & Gamble) i fabricades a Xixona, Mequinensa i Montornès del Vallès.

### Compreses convencionals 'socials'
A l'Índia, Arunachalam Muruganantham (1962), un inventor que era un treballador pobre d'un poble prop de Coimbatore, a Tamil Nadu, ha ideat una màquina per fer compreses a partir de cel·lulosa, pensada per a ús domèstic o mini-fabricació, amb la idea de millorar la vida i la sanitat de les dones pobres a l'Índia (i per extensió a la resta del món) que no es poden permetre comprar compreses de les grans empreses multinacionals. Després de molts anys lluitant i anant a contracorrent, va poder desenvolupar la primera màquina el 2008, que va guanyar el premi nacional de la innovació a l'Índia i va saltar a les notícies. De llavors ençà la màquina ha fet furor, proporcionant a moltes dones de pocs recursos econòmics, especialment en zones rurals, una oportunitat de micronegoci (fer les compreses i vendre-les o intercanviar-les per a altres productes) i una gran oportunitat de viure més higiènicament i còmodament. La màquina també li va valdre al Muruganantham d'entrar a la llista de la revista estatsunidenca Time de les 100 persones més influents del món el 2014, sota la categoria de 'Pioners'.

## Alternatives ecològiques modernes

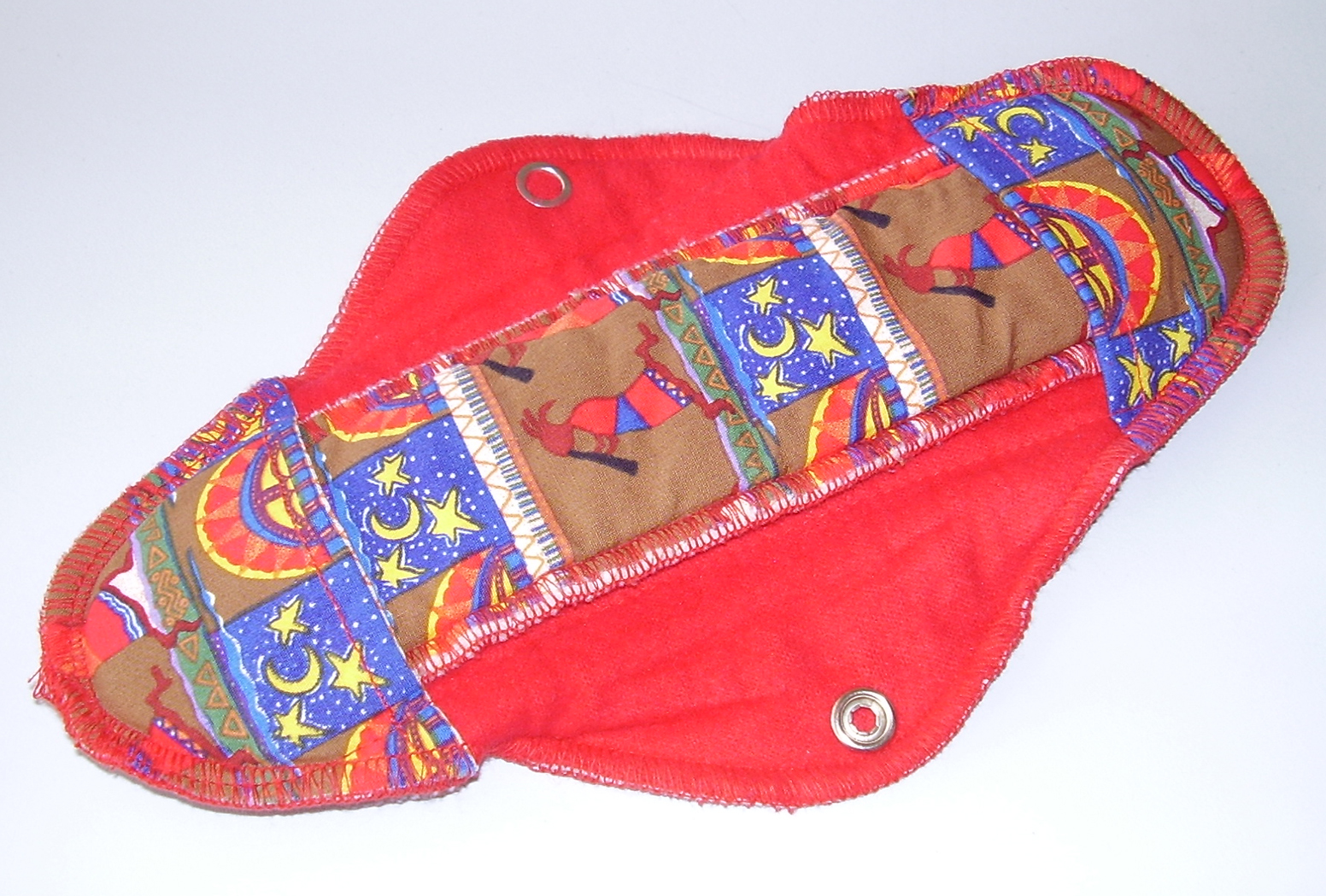
Compresa rentable amb estampat de colors

### Compreses de cotó natural
Hi ha algunes marques de compreses ecològiques fetes de cotó natural, sovint ecològic (conreat sense pesticides, etc.), cel·lulosa i midó de blat de moro o altres ingredients naturals, sense cap additiu químic o plàstic, i 100% biodegradables que, lentament, estan penetrant en el mercat com a alternatiu saludable i ecològic. Fins i tot se n'han desenvolupat a Catalunya. Solen ser més còmodes per transpirables, i no causen irritació perquè no són fetes amb processos químics.

### Compreses de tela rentables
Una altra opció, com s'ha mencionat més amunt, són les compreses reutilitzables o compreses rentables, fetes de tela (sovint de cotó ecològic i bambú), que s'assemblen a les compreses convencionals en la forma. S'aguanten al seu lloc per mitjà d'unes ales amb botó. Es comercialitzen avui dia com a alternatiu ecològic, saludable i econòmic.

## Formes i mides

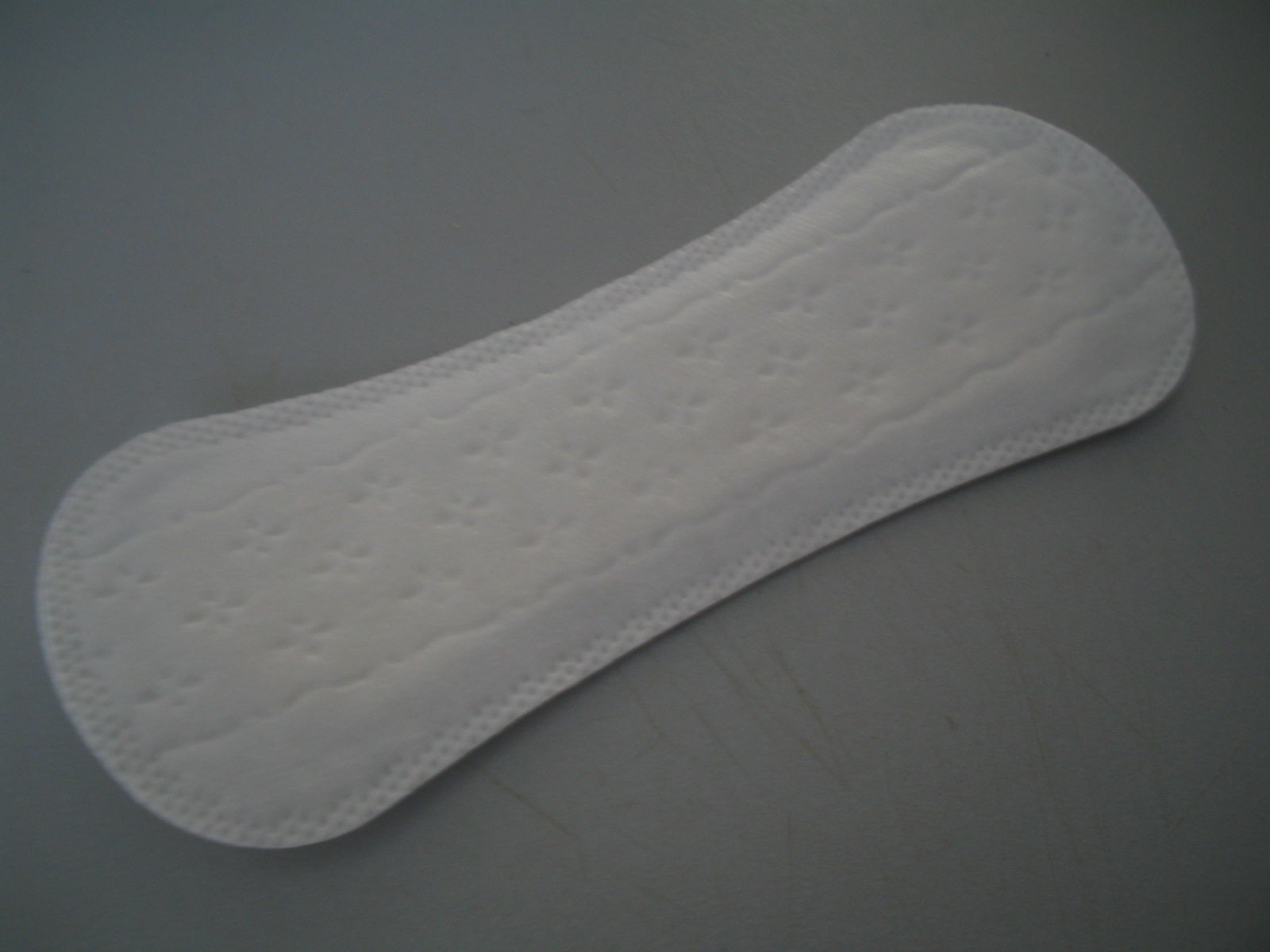
Compresa d'un sol ús, de tipus 'protectora de calces' o 'salvaslip', que se sol emprar quan el flux s'està acabant.

Tant les compreses de cotó natural com les convencionals amb plàstic venen en diferents formes i mides, adaptats als diferents fluxos del període menstrual (maxi, súper, normal, 'protectora de calces' o 'salvaslip'), als diferents gustos (de gruix normal, extraplanes, amb ales, sense ales), als diferents temps del dia (n'hi ha de més llargues a la nit, per exemple, quan el cos està en posició horitzontal) i a diferents tipus de roba interior (com ara el tanga). Totes porten adhesiu perquè no es moguin del seu lloc a la roba interior. Les "ales" són unes extensions a banda i banda que es repleguen des de la part interior sobre la part exterior de les calces.

### Protectora de calces
Una variant de compresa són les protectores de calces o salvaslip (nom amb el qual és venut en castellà), una mena de compreses fines, més petites, sense ales i amb menor poder absorbent, que se solen emprar quan el flux ja gairebé s'ha estroncat. També es poden utilitzar com a protecció addicional amb l'ús del tampó.

## Alternatives a les compreses

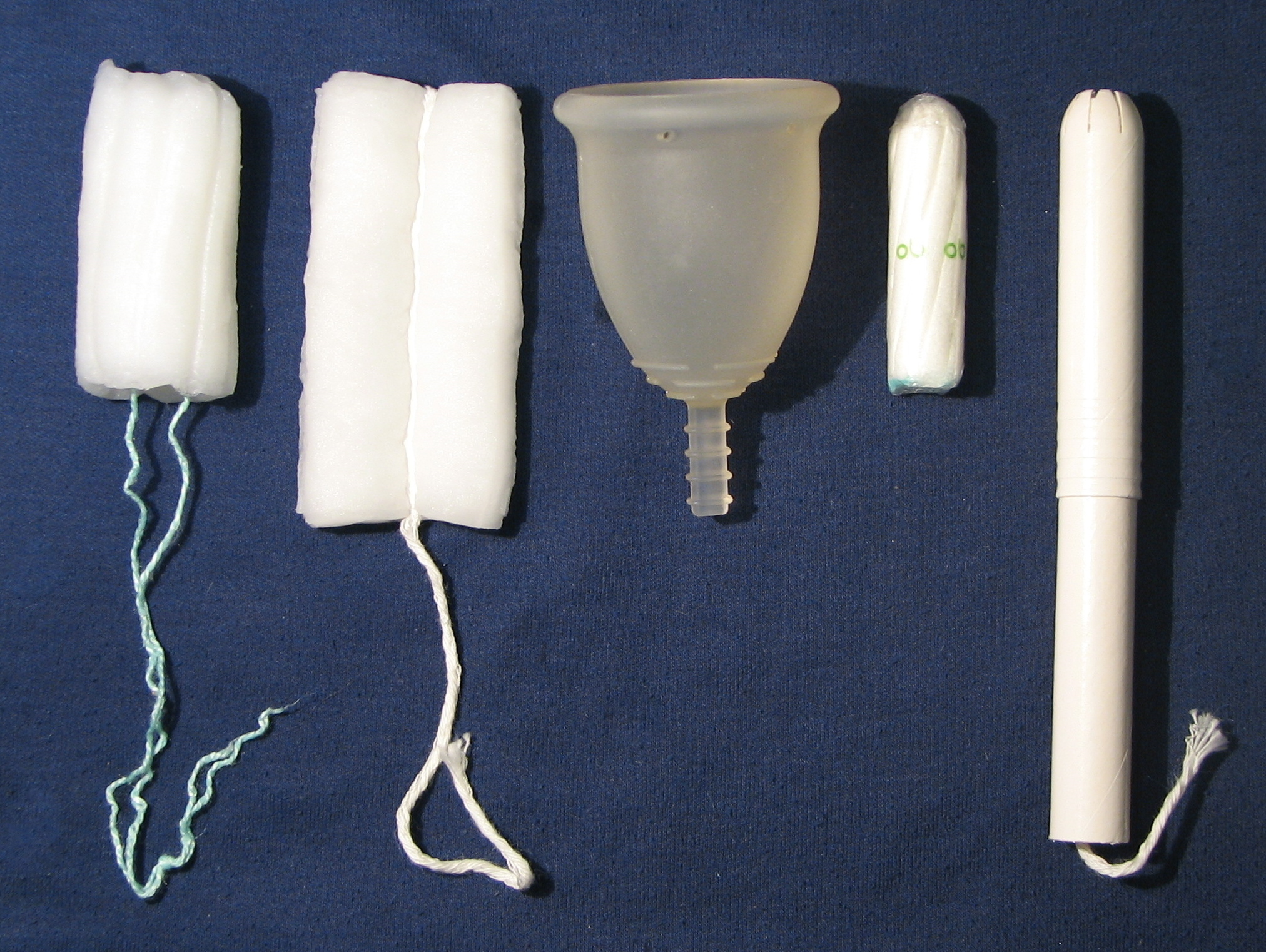
Copa i tampons, algunes alternatives a les compreses.

Una alternativa a les compreses en són els tampons, que representen una solució d'aplicació interna. Algunes persones sensibilitzades per l'ecologia prefereixen les copes menstruals (també d'aplicació interna), ja que són reutilitzables.